# Vaszeda Tudományegyetem
A Vaszeda Tudományegyetem (早稲田大学 Waseda Daigaku), rövidítve Szódai(早大), egy magánegyetem, amely nagyrészt Tokió főmegye Sindzsuku kerületében helyezkedik el. Mint a második Japánban alapított magántulajdonban lévő egyetemet, mely folyamatosan a japán egyetemek ranglistájának élén áll, a Vaszeda Tudományegyetemet a legnevesebb japán egyetemek között tartják számon. Az egyetemnek sok említésre méltó diákja van, köztük hét miniszterelnök és sok vezérigazgató, mint például Janai Tadasi, a UNIQLO vezérigazgatója is, aki egyben Japán leggazdagabb embere, valamint Hanjú Juzuru, kétszeres olimpiai bajnok és kétszeres világbajnok műkorcsolyázó.
Az iskola, melyet 1882-ben Ókuma Sigenobu alapított Tokió Szenmon Gakkó néven, 1902-ben az alapító szülőfaluja után a Vaszeda Tudományegyetem nevet kapta. 13 egyetemi és 23 doktori képzés folyik itt, és egyike a Japán Oktatásügyi, Kulturális, Sport, Tudomány és Technológiai Minisztérium "Global 30" programjához tartozó egyetemeknek.

## Intézmény

### Történelem és fejlődés
Az egyetemet egy szamuráj tudós, Ókuma Sigenobu, Meidzsi-kori politikus és volt miniszterelnök alapította 1882-ben. Egy három karral rendelkező főiskolaként indult a régi japán felsőoktatási rendszerben, és csak 1992-ben ismerték el teljes jogú egyetemnek.
1882-ben az egyetem politika és gazdaságtudományi, jogi és fizikatudományi tanszékkel rendelkezett. A tanszékek mellett létezett angol nyelvi szak is, ahol az egyetem összes diákja tanulhatott angolul.
Három évvel később a fizika tudományok tanszékét bezárták, mivel túl kevés jelentkezője volt. 1908-ban létrehozták a tudományos és mérnöki intézetet.
Az irodalmi tanszéket 1890-ben hozták létre.
1903-ban oktatásügyi tanszéket hoztak létre, majd 1904-ben kereskedelmi tanszéket.
A második világháború alatt az egyetem jelentős része lerombolódott Tokió bombázása során, de 1949-re már újjáépítették, és meg is nyitották. Teljes egyetemmé nőtte ki magát két középiskolával és művészeti és építészeti karral.

### Az elnevezés eredete
A Vaszeda Tudományegyetemet 1882. október 21-én alapították Tokió Szenmon Gakkó (東京専門学校) néven. Mielőtt a Vaszeda nevet kapta, többféle elnevezése is létezett, pl. Vaszeda Gakkó (早稲田学校) vagy Tocuka Gakkó (戸塚学校), mivel az alapító villája Vaszeda faluban volt, de maga az Egyetem Tocuka faluban állt. 1902. szeptember 2-án nevezték át Vaszeda Tudományegyetemnek (早稲田大学 Vaszeda daigaku), amikor megkapta az egyetemi státuszt.

### Egyetemi sapka
Ókuma régóta szeretett volna egy olyan egyedi sapkát, amelynek viselőjéről rögtön látszik, hogy a Vaszeda Tudományegyetem diákja. A Takashimaya cég főszabóját, Yashichirot bízta meg, hogy három nap alatt tervezze meg a sapkákat. Minden szögletes sapkába bepecsételték a diák nevét, a tanszéket, az iskola pecsétjét és a következő feliratot: „Ez bizonyítja, hogy a tulajdonos a Vaszeda Tudományegyetem hallgatója”. Ezért a sapka egyfajta megkülönböztető jel és státuszszimbólum lett. A sapka, az arany fonott kitűzőjével, regisztrált védjegy.

### A 125. évforduló
A Vaszeda Tudományegyetem 2007. október 21-én ünnepelte 125. évfordulóját. Ókuma sokszor beszélt a „125 éves élet” elméletéről: „Egy ember élethossza lehet akár 125 év is, de csak akkor, ha kellőképpen törődik az egészségével”, mert „a pszichológusok szerint minden állat képes növekedési szakaszának 5-szörösét megélni. Mivel egy embernek 25 év kell, hogy teljesen felnőjön, eszerint élhet akár 125 évig is.” Ókuma elmélete nagyon népszerű volt, és gyakran említették a korabeli médiában. A Vaszeda Tudományegyetemmel és Ókumával kapcsolatos emlékezetes események között jelentős helyet foglal el a 125-ös szám, hiszen egy fontos korszakot jellemez. Az Ókuma Terem tornya, amit az egyetem 45. évfordulóján építettek, 125 saku, azaz körülbelül 38 m magas. 1963-ban megemlékeztek Ōkuma születésének 125. évfordulójáról. Ókuma, aki kétszer is volt Japán miniszterelnöke, 77 évesen alapította meg második kormányát, és 83 évesen halt meg. Egyszer azt nyilatkozta, hogy „bárcsak harminc évvel hamarabb értettem volna meg a „125 éves élet” elméletét”. Ennek ellenére élete rendezett volt, és hosszabb ideig élt, mint akkoriban a japánok.

### Egyetemvárosok
A Vaszeda Tudományegyetem fő területe Sindzsuku kerület Nisi-Vaszeda nevű városrészben található. A legközelebbi állomás Vaszeda, habár Vaszeda-t általában a Jamanote vonalon lévő Takadanobaba állomással azonosítják. A Sindzsukuban lévő fő egyetemvároson kívül több is található szerte az országban:
- Vaszeda (fő) egyetemváros: Sindzsuku, Tokió (régebben Nishi-Vaszeda egyetemvárosként ismerték)
- Tojama egyetemváros: Sindzsuku, Tokió
- Nisi-Vaszeda egyetemi város: Sindzsuku, Tokió (régebben Okubo egyetemváros néven ismerték)
- Nihonbasi egyetemváros: Csuo-ku, Tokió
- Higashifushimi egyetemi város: Nisitokió, Tokió
- Tokorozawa egyetemváros: Tokorozawa, Szaitama
- Hondzso egyetemváros: Hondzso, Szaitama
- Kitakjusu egyetemváros: Kitakjuusuu, Fukuoka

### Egyetemi és doktori képzés
Egyetemi karok (felvehető létszám 8880 fő)
- Politika- és Gazdaságtudományi Kar (900)
- Jogi Kar (740)
- Kultúra-, Média- és Társadalomtudományi Kar (860)
- Humán Tárgyak és Társadalomtudományi Kar (660)
- Pedagógiai Kar (960)
- Kereskedelmi Kar (900)
- Alapvető Műszaki Tudományi Kar (535)
- Kreatív Műszaki Tudományi Kar (595)
- Fejlett Műszaki Tudományi Kar (540)
- Társadalomtudományi Kar (630)
- Humán Tudományi Kar (560)
- Sporttudományi Kar (400)
- Nemzetközi Szabad Tanulmányok (600)

### Doktori Iskolák
- Politikatudományi Doktori Iskola
- Közgazdasági Doktori Iskola
- Jogi Doktori Iskola
- Írás, Művészetek és Tudományok Doktori Iskola
- Kereskedelmi Doktori Iskola
- Alapvető Műszaki Tudományi Doktori Iskola
- Kreatív Műszaki Tudományi Doktori Iskola
- Fejlett Műszaki Tudományi Doktori Iskola
- Pedagógiai Doktori Iskola
- Humán Tudományok Doktori Iskola
- Társadalomtudományok Doktori Iskola
- Ázsiai és Csendes-Óceániai Tanulmányok Doktori Iskola
- Globális Infokommunikációs Technológiai Tanulmányok Doktori Iskola
- Alkalmazott Japán Nyelvészeti Doktori Iskola
- Információ, Termelés és Hálózatok Doktori Iskola
- Sporttudományi Doktori Iskola
- Üzleti Doktori Iskola
- Okuma Közigazgatási Doktori Iskola
- Jogtudományi Doktori Iskola
- Gazdálkodási Doktori Iskola
- Könyvelési Doktori Iskola
- Környezet és Energetikai Mérnöki Doktori Iskola

### Kutatóintézetek
- Kagami Anyagtudomány és Technológia Történeti Laboratórium
- Összehasonlító Jogi Intézet
- Üzlet Adminisztráció Kutató Intézet
- Jelenkori Politikai és Gazdaságkutató Intézet
- Humán Tudományok Kutató Központ
- Műszaki Tudományok Kutató Központ
- Ázsiai és Csendes-Óceániai Tanulmányok Intézet
- Információ- és Kommunikáció Technológiai Intézet
- Neveléstudományi Intézet
- Japán Nyelvi Központ
- Média Hálózati Központ
- Környezetvédelmi Kutatóintézet
- Környezetbiztonsági Központ
- Pénzügyi Kutatóközpont
- Humán Szolgáltató Központ
- Általános Kutatói Szervezet (Projekt Kutató Intézet)
- Nano-tudományi és Nano-technológiai Intézet
- Egyesített Tudományos és Egészségügyi Kutató Intézet
- Informatikai Kutató Szervezet
- Ázsiai Tanulmányok Szervezet
- Fejlett Tudományok Vaszeda Intézet (WIAS)

## Létesítmények

### Ókuma Előadóterem
Nem sokkal Ókuma 1922. január 22-i halála után megkezdődött az emlékművek tervezése.
Az első döntés egy nagy előadó terem létrehozása volt, amire Ókuma mindig is vágyott.
A három szintes nagy előadóteremben 1435 hely van, míg a kisebbik, ami a föld alatt található, 382 főt képes befogadni. Egy hét szintes toronyóra helyezkedik el az előadó bal oldalán. A torony magassága 125 saku, azaz 38 m, és az Ókuma által hirdetett „125 éves élet” elméletet jelképezi. A torony tetején lévő harangokat a Panama-csatornán keresztül szállították a baltimore-i MacLen Vállalattól, Marylandből. Ez volt az első alkalom, hogy négy kis és nagy harangot használtak Japánban. A tetőn ovális, osztott ablakok jelképezik a Napot, a Holdat és a Naprendszer kilenc bolygóját, és egyben szimbolizálják az „univerzum harmóniáját” az előadótermen kívül és belül is. Az előadóterem az 1923-as nagy kantói földrengés után, 1927. október 20-án nyílt meg, öt évvel később, mint ahogy tervezték. Az emléktermet, melyet 1957-ben építettek, az 1964. évi nyári olimpiai játékok során a vívás helyszíneként használták.
1999 áprilisában az előadóterem és a régi könyvtár épület hivatalosan is bekerült első illetve második történelmi épületként az újonnan elfogadott Tokió Városi Tájvédelmi Szabályzatba, melynek célja a Tokió történelmét és kultúráját képviselő építmények megőrzése. 2007-ben a Kulturális Ügyek Hivatala az előadótermet Japán egyik „fontos kulturális tulajdonának” választotta.

### Ókuma Kert

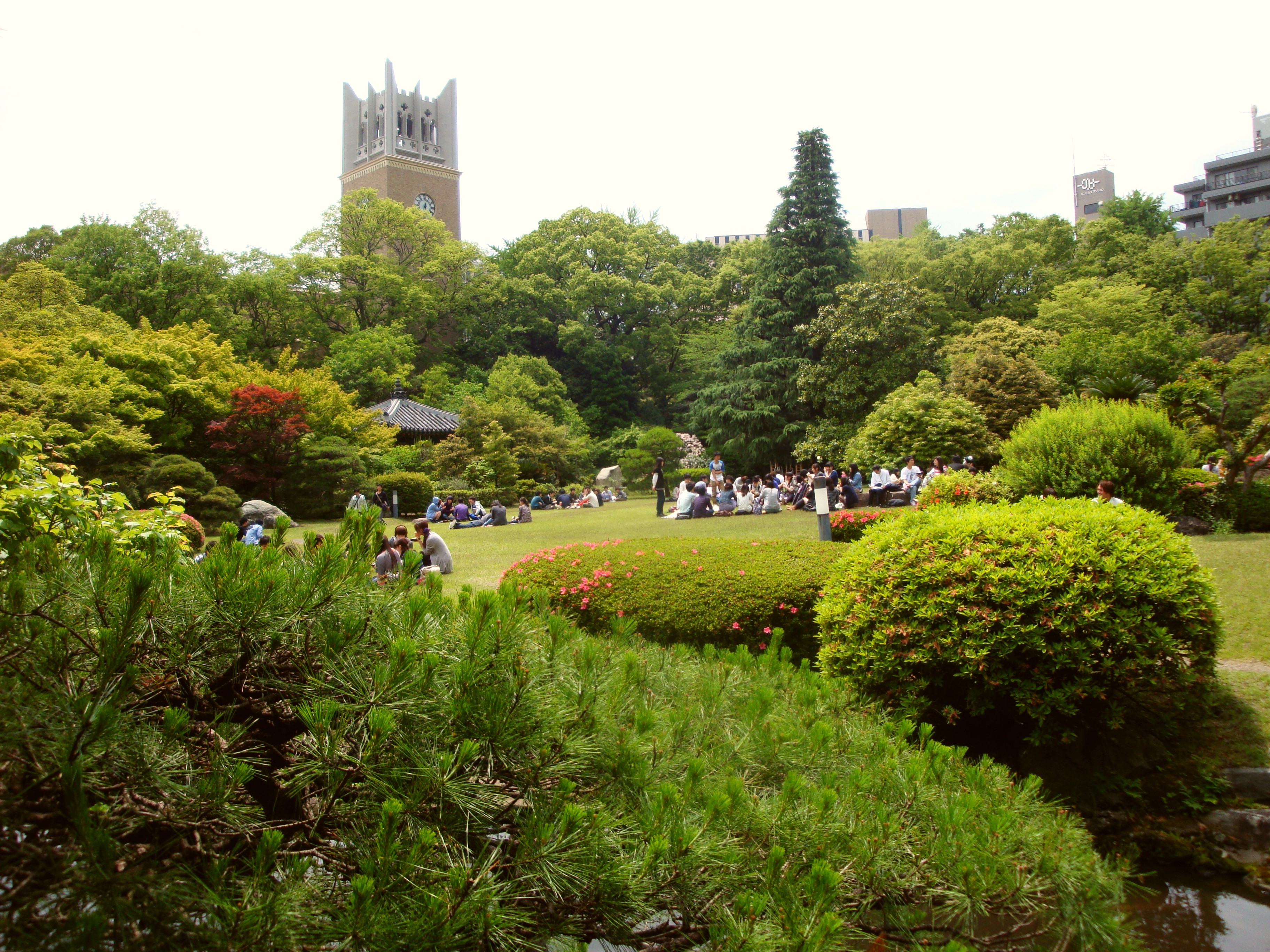
Okuma kert

Az Ókuma Kert az Ókuma Előadóterem közelében található. Matyudaira Sanuki Edo-kori nemes úr volt kastélyának félig japán, félig nyugati stílusú kertje, melyet Ókuma Sigenobu tervezett meg újra. Halála után a kertet a Vaszeda Tudományegyetemnek adományozták. Napjainkban a diákoknak szolgál pihenő helyként.

### Könyvtárak és múzeumok
A Vaszeda Tudományegyetemi Könyvtár építését, melyet Naito Tacsu, Imai Kendzsi és Kirijama Kinnicsi tervezett, 1925-ben fejezték be. Az 5 emeletes épületet, melynek teljes területe 1195 cubo (坪) (körülbelül 3,944 m2), eredetileg az Egyetem Könyvtáraként használták. Az olvasóterem egy külön épületben volt, amely 2 emelet magas, és 500 fő befogadására képes. A Taisó-kor végén épült egyik kiemelkedő könyvtárként ma is a Vaszeda egyetem szimbóluma az Ókuma Előadóteremmel és a Filmmúzeummal együtt. A Régi Könyvtárat és az adminisztrációs épületet 1934-ben illetve 1955-ben bővítették ki. A Régi Könyvtár elvesztette főkönyvtári szerepét, miután 1990-ben az Aba stadion helyén megépült az Új Központi Könyvtár. Ma Szanae Takata Történeti Kutató Könyvtárnak, az Egyetemi Levéltárnak és az Yaicsi Aizu Múzeumnak ad helyet. A Szanae Takata Történeti Kutatói Könyvtárt 1994-ben nyitották meg. Az egyetem volt rektoráról, Sanae Takatáról nevezték el. Az Egyetemi Levéltárban történelmi és kulturális anyagok vannak kiállítva a Vaszeda egyetemről, Ókuma Sigenobuval kapcsolatos anyagok pedig a Levéltárban található az Ókuma Emlékszobában. Az Jaicsi Aizu Történeti Múzeum 1998-ban nyílt meg.
A vendégeket az előtérben az 1927-ben készült „Meian” című mestermű fogadja. A világ legnagyobb, kézzel készített washijára (japán papír) van festve, amely 4.45 méter átmérőjű és körülbelül 12 kilogramm súlyú. Az imadacsi-cso-i Ecsizen Papírgyár alapítója, Iwano Heiszaburo gyártotta Fukui prefektúrában. Az alkotást két, a modern japán festési stílust képviselő festő, Taikan Jokojama Taika és Kanzan Simomomura ingyen készítette el. Takata Szanae rektor kérte fel őket, hogy fessenek egy képet a könyvtár számára.
A könyvtár egy olyan egyedi gyűjteménnyel rendelkezik, mely túlélte a második világháborús tokiói bombázást a többi korabeli könyvtárral ellentétben. A gyűjtemény egy fontos forrása a háború előtti japán történelemnek és irodalomnak. Más múzeumok és könyvtárak a Vaszeda egyetemvárosokban:
- Vaszeda Tudományegyetemi Könyvtár
- Vaszeda Tudományegyetemi Cuboucsi Színháztörténeti Múzeum
- Aizu Múzeum

## Sportok

### Baseball
A Vaszeda Tudományegyetem baseball csapata a Tokiói Big6 Baseball Ligában elért hosszú sikertörténetéről ismert. A 2012-es szezon végéig 43 bajnokságot nyert meg, és ezzel elérte a legmagasabb nyerési arányt.
A Keio Egyetemmel való versengése is ismert, melynek fénypontjai a Szokeiszen bajnokság. Évente kétszer tartják meg, tavasszal és ősszel, a Meidzsi-Dzsingu Stadionban, és ez számít az év legjelentősebb mérkőzésének mindkét iskola diákjai számára.

### Futball
A Vaszeda Tudományegyetem futballcsapata 1964-ben és 1967-ben megnyerte a Kormányzói Kupát.

### Rögbi
A Vaszeda Tudományegyetemi Rögbi Klub jelenleg Japán vezető egyetemi rögbi bajnoka. 28-szor került be az egyetemi bajnokságba, és ebből 14-szer nyert. Két legnagyobb ellenfele a Keio Egyetem és Meidzsi Egyetem.

### Karate
A Vaszeda Tudományegyetemi Karate Klub az egyik legrégibb Japánban. 1931-ben alakult meg Funakosi Gicsin vezetésével. A karate klub volt tagjai közé tartozik Egami Shgeru  , a Shotokai iskola vezetője, Tabata Kazumi, az Észak-amerikai Karate-do Szövetség, és Ósima Cutomu, az Amerikai Sotokan Karate alapítója.

## Egyetemi rangsorok
A Vaszeda Tudományegyetem Japán legnevesebb egyeteme, folyamatosan az egyetemek ranglistájának élmezőnyében áll.

### Általános rangsor
Az egyetem 2008-ban az 5-ik, 2009-ben a 6-ik helyen állt a „igazán erős egyetemek listáján” a Tokió Keiza magazin szerint. Egy másik, a Kawaijuku előkészítő iskola ranglistája szerint a 13. legjobb egyetem Japánban.
A Times 2011-2012-es felsőoktatási világranglistájában a 351-400 helyet érte el a világ összes egyeteme között.
A Qs egyetemi világranglistáján a 2012. évi felmérése alapján műszaki-technológia területen az egyetem a világrangsor 116., a nemzeti rangsor 7. és az általános rangsor 198. helyén állt.

### Kutatási teljesítmény
Általánosságban szólva, a japán nemzeti egyetemek magasabb kutatási színvonallal rendelkeznek, viszont a Vaszeda az egyike azon magán egyetemeknek, amelyek felvehetik a versenyt a legjobb nemzeti egyetemekkel. A Weekly Diamond szerint az egyetem a 12. legmagasabb kutatási színvonallal rendelkezik a COE Programban az egy kutatóra jutó finanszírozás tekintetében, és egyike annak a 2 magánegyetemek, amelyek bejutottak az első 15 közé.
Nikkei Sinbun a műszaki kutatások színvonaláról 2004. február 16-án közzétett felmérésében, amely a Thomson Reuters cég „A tudományos kutatások pénzügyi támogatása” című tanulmánya és 93 élenjáró japán kutatóközpont vezetőjével készített kérdőív alapján készült, a Vaszeda az 5. lett (kutatás-tervezésben 7., vállalati-egyetemi együttműködésben 1.). Vaszeda az egyetlen magánegyetem az első öt helyezett között.
Aszahi Shinbun egyetemenként összesítette az publikációk számát Japán jelentős jogi folyóirataiban, és a Vaszeda a harmadik helyet érte el 2005 és 2009 között.

### Doktori Iskolák rangsora
Ázsia vezető MBA üzleti iskoláinak ranglistája szerint, melyet az Asiaweek állított össze, a Vaszeda Üzleti Iskola a 2. helyen áll Japánban. Az Eduniversal szintén rangsorolta a japán üzleti főiskolákat, és a második helyre tette a Vaszeda Tudományegyetemet (nemzetközi szinten a 93-ra). E szerint a rangsor szerint a Vaszeda egyike annak a 3 üzleti főiskolának, amelyek a „jelentős nemzetközi befolyással rendelkező üzleti főiskolák” közé tartoznak.
A Vaszeda Jogi Iskola az egyik legjobb Japánban, mivel a jogi szakvizsgát sikeresen teljesítő jelöltek száma alapján 2009-ben és 2010-ben is az 5. helyet érte el az országban.

### Végzettek rangsora
A Vaszeda Tudományegyetem volt diákjai nagy sikereket érnek el a japán iparban, mint az az alábbiakból is kiderül.
A Weekly Diamond 2006. február 18-i száma szerint az egyetem a legmagasabb értékelést kapta a HR osztályok igazgatóitól a Nagy Tokiói Agglomerációban. Ezt a rangot a „Hasznos egyetemek ranglistájának” nevezik. Társadalomtudományokban az 1. helyen áll, a természet-tudományokban pedig 2. Japán összes egyetem között. A Weekly Economist 2010-es ranglistája és a PRESIDENT 2006. október 16-i cikke szerint a Vaszeda egyetem diplomásai a 11. legjobb alkalmazási rátával rendelkeznek 400 jelentős cégnél, és a volt diákok fizetése a 7. legjobb Japánban.
Az École des Mines de Paris rangsora szerint 2010-ben a Vaszeda Tudományegyetem a 4. a világ 500 legnagyobb multinacionális cégében vezérigazgatói posztot betöltő volt diákjának száma alapján. Az egyetem Japánban a tőzsdén jegyzett vállalatoknál igazgatói posztot betöltő végzett diákjai száma alapján a második, az egyetemen végzett ügyvédek száma alapján 1949 óta a harmadik helyen áll.
Sőt, mi több, a japán parlamentben a második legnagyobb csoportot alkotják az egyetem volt diákjai.

### Népszerűség és szelekció
A Vaszeda Tudományegyetem népszerű Japánban. Az egy helyre jutó jelentkezők száma a 2011-es felvételi során 20.5 (115515/5630) volt. Ez volt a második legnagyobb felvételiző hallgatói létszám Japánban A 730 magán egyetem közül a Keiou Egyetem mellett ide a legnehezebb bejutni.
A Nikkei BP kiadó minden évben közzétesz egy rangsoroló rendszert „A japán egyetemek minőségi ranglistája” címmel, amelyet különböző, a minőséget jellemző mutatók alapján állít össze. Ezen a ranglistán a Vaszeda 2010-ben első, 2009-ben pedig harmadik volt a Nagy Tokiói Agglomerációban.

## A Vaszeda Tudományegyetem a médiában

### Szépirodalom
- Végső csapás: Rögbi, vezetés, és japán legerősebb győztes csapatának építése a Vaszeda Tudományegyetemen. Írta: Katsuyuki Kiyomiya, angolra fordította: Ian Ruxton (2006. szeptember), ISBN 978-1-4303-0321-3. Az eredeti művet 2006. februárban adták ki [Kyukyoku no Shori: Végső csapás] címmel, ISBN 4-06-213271-0.
- Manabu Miyazaki; Toppamono: Száműzött. Szélsőséges. Gyanús. Életem a japán alvilágban (2005, Kotan Kiadó, ISBN 0-9701716-2-5)

### Tudományos-fantasztikus irodalom
- Haruki Murakami: Norvég erdő című regényében a főszereplő a Wasedáról mintázott egyetemre jár.
- Tooru Fujisa: Onizuka, a nagyszerű tanár című manga sorozatában a főhősnő a Vaszeda Tudományegyetemen végzett.
- A Tomb Raider: A legenda című videójátékban a legendás Excalibur kard egy darabját a Vaszeda Tudományegyetemen őrzik, amíg el nem lopják onnan.

## Botrányok
A Super Free-t, ami egy regisztrált Vaszeda Tudományegyetemi Klub volt, Sinicsirou Wada, az egyetem egyik hallgatója alapította. A klub partikat szervezett, hogy megerőszakoljanak mit sem sejtő nőket. A partik vonzereje az volt, a Vaszeda Tudományegyetem diákjaival lehetett találkozni. Wada letartóztatása után a klubot feloszlatták.

## Fordítás
Ez a szócikk részben vagy egészben  a   Vaszeda University című angol Wikipédia-szócikk fordításán alapul.  Az eredeti cikk szerkesztőit annak laptörténete sorolja fel. Ez a jelzés csupán a megfogalmazás eredetét és a szerzői jogokat jelzi, nem szolgál a cikkben szereplő információk forrásmegjelöléseként.